# Walter Rebell

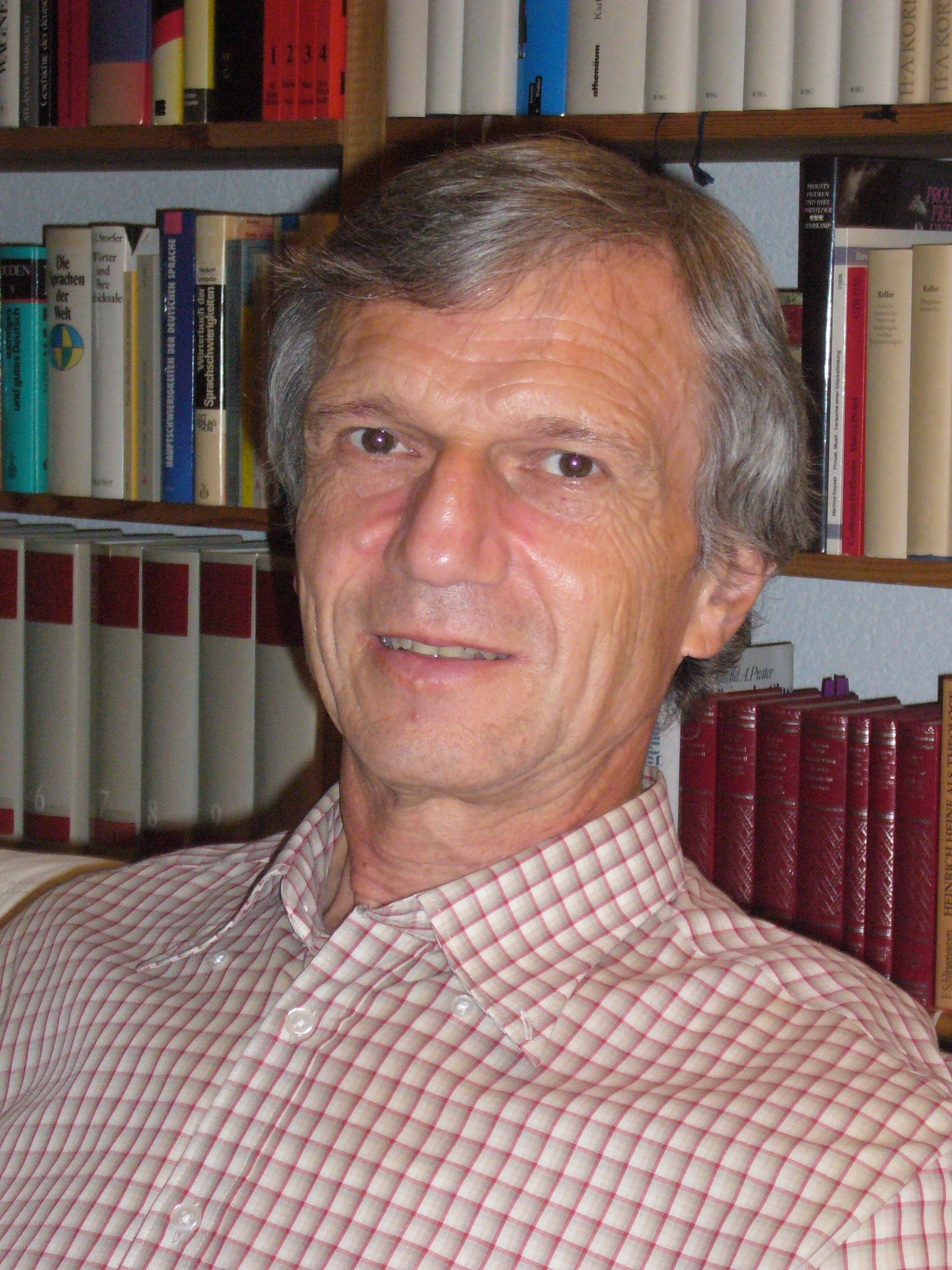
Walter Rebell 2011

Walter Rebell (* 26. April 1951 in Herten) ist ein deutscher Theologe, Psychologe und Schriftsteller.

## Leben
Rebell schloss 1979 als Diplompsychologe in Bochum ab, 1982 promovierte er ebenda zum Doktor der Theologie. 1986 wurde er an der Universität Siegen habilitiert und zum Professor auf Zeit ernannt. 1991 wurde er ebenda außerplanmäßiger Professor für Neues Testament, blieb aber nur bis 1992. Seitdem lebt er als freier Schriftsteller in der Schweiz.
Einen großen Bekanntheitsgrad unter Theologen erlangte er durch sein Übersichtswerk Psychologisches Grundwissen für Theologen.

## Werke (Auswahl)
- Gehorsam und Unabhängigkeit, Eine sozialpsychologische Studie zu Paulus. 1986, ISBN 3-459-01635-3.
- Das Leidensverstandnis bei Paulus und Ignatius von Antiochien. In: New Testament Studies. 32.3, July 1986, 457-465, doi:10.1017/S0028688500013680.
- Glaube und politisches Handeln bei Rudolf Bultmann. In: Zeitschrift für Evangelische Ethik. 31, 1987, 162-182.
- Gemeinde als Gegenwelt: Zur soziologischen und didaktischen Funktion des Johannesevangeliums. 1987, ISBN 3-8204-9749-8.
- Psychologisches Grundwissen: Ein Handbuch für Theologinnen und Theologen. 1988, umfassende Neubearbeitung 2008, ISBN 978-3-7887-2312-5.
- Alles ist möglich dem, der glaubt: Glaubensvollmacht im frühen Christentum. 1989, ISBN 3-459-01789-9.
- Zum neuen Leben berufen: Kommunikative Gemeindepraxis im frühen Christentum. 1990, ISBN 3-459-01869-0.
- Erfüllung und Erwartung: Erfahrungen mit dem Geist im Urchristentum. 1991, ISBN 3-459-01882-8.
- Neutestamentliche Apokryphen und apostolische Väter. 1992, ISBN 3-459-01954-9.
- Christologie und Existenz bei Paulus: Eine Auslegung von 2. Kor 5, 14-21. 1992, ISBN 3-7668-3162-3.
- Jesus. 1993, ISBN 978-3-927718-38-8.
- Urchristentum und Pädagogik. 1993, ISBN 3-7668-3197-6.
- Reiseziel Eden. Im Bann einer Sekte. 1998, ISBN 978-3-491-72394-8.
- …aber der Geist ist schwach. Unerwartete Einblicke in die Theologie. 2000, ISBN 3-7615-9305-8.
- Jesus im Tessin. Roman. 2009, ISBN 978-3-374-02716-3.
- Kolibris. Roman. 2010, ISBN 978-3-85452-664-3.
- Orchideen des Jura. Roman. 2011, ISBN 978-3-87062-301-2.
- Die Frau, die aus dem Nebel kam. Roman. 2013, ISBN 978-3-8442-5767-0.
- Herz-an-Herz-Gefühl. Kurzgeschichten. 2014, ISBN 978-3-7103-1412-4
- Kleine Philosophie der Torheit. Von Seneca bis Napoleon. 2017, ISBN 978-3-8312-0457-1